# Montañas Ukaguru
Las montañas Ukaguru son una cadena montañosa del centro de Tanzania. Se encuentran en la región de Morogoro, al este de Dodoma, la capital de Tanzania. Las montañas reciben su nombre del pueblo kaguru. Los montes Ukaguru forman parte de las montañas del Arco Oriental, y albergan una comunidad de flora y fauna de gran biodiversidad con un gran número de especies endémicas.

## Geografía
Las montañas Ukaguru son una meseta, con una superficie de 1258,8 km2. El río Mkondoa separa las montañas Ukaguru de las montañas Rubeho hacia el suroeste. La llanura de Mkata se encuentra al este. Las montañas Nguru se encuentran al noreste. Los montes Kiboriani, un saliente occidental de los Ukagurus, y la meseta de África Oriental se encuentran al oeste.

## Clima
Las montañas Ukaguru se encuentran a la sombra de las montañas Uluguru, más altas, situadas al sureste, que bloquean los vientos cargados de humedad procedentes del océano Índico que proporcionan la mayor parte de las precipitaciones en las montañas del Arco Oriental. La mayor parte de las precipitaciones se producen en la estación húmeda, de noviembre a mayo, aunque en los meses de la estación seca se producen nieblas y lluvias ligeras en las zonas más altas. Las precipitaciones son mayores en las laderas sur y este, y menores en la sombra de las montañas al norte y al oeste. Las temperaturas son más frescas y las precipitaciones son mayores en las zonas más elevadas.

## Geología
Las montañas Ukaguru, junto con las demás en el Arco Oriental, están formadas por antiguas rocas cristalinas precámbricas que se levantaron durante millones de años a lo largo de fallas. El período más reciente de levantamiento comenzó hace 30 millones de años, pero el sistema de fallas y el proceso de levantamiento pueden ser mucho más antiguos. Los suelos derivados de estas rocas antiguas no son tan fértiles como los suelos volcánicos más jóvenes de las montañas del norte y el oeste.

## Flora y fauna
Hace unos treinta millones de años, la zona estaba cubierta por una extensa selva tropical. Durante un periodo más frío y seco, hace unos diez millones de años, los bosques de las tierras bajas se convirtieron en sabanas, dejando las cordilleras como "islas" donde los bosques tropicales siguieron floreciendo. La persistencia a largo plazo de un clima húmedo y el aislamiento de cada cordillera han dado lugar a un gran endemismo y a una flora y fauna muy diversas. El Ukaguru y otras montañas del Arco Oriental tienen una biodiversidad extremadamente alta con numerosas especies endémicas (más del 25% de las especies de vertebrados).
Las montañas Ukaguru están cubiertas de bosques de miombo en las laderas este y sur, bosques y sabanas de Acacia-Commiphora en las laderas norte y oeste, y bosques lluviosos montanos, bosques montanos secos y pastizales montanos en elevaciones más altas. Los bosques se extienden desde los 1500 hasta los 2250 metros de altura. Un análisis de imágenes de satélite tomadas entre 1999 y 2003 encontró que 172 km² de las montañas todavía estaban cubiertos de bosques siempre verdes.
Las especies de árboles en los bosques montanos siempreverdes incluyen Balthasaria schliebenii, Ocotea usambarensis, Podocarpus latifolius y Polyscias stuhlmannii. Los bosques son menos diversos y tienen un dosel más bajo que el bosque montano en las otras montañas del Arco Oriental. Grandes áreas de pastizales montanos degradados se encuentran al oeste de la cresta principal.
Los sapos Nectophrynoides laticeps y N. paulae son endémicos de las montañas Ukaguru. Las plantas Peddiea thulinii y Lobelia sancta son endémicas del Ukagurus.

## Áreas protegidas y conservación
Las reservas forestales de Ikwamba (889 ha), Mamboto (149 ha), Mamiwa-Kisara North (7.897 ha), Mamiwa-Kisara South (6.266 ha) y Uponera (293 ha) conservan áreas de bosque montano. Dos reservas forestales más pequeñas están dominadas por plantaciones de pinos exóticos.

## Transporte
La línea ferroviaria Tanzania Central Line entre Dar es Salaam y el oeste de Tanzania pasa por el extremo sur de las montañas, siguiendo el río Mkondoa entre las montañas Ukaguru y Rubeho. La carretera B127 de Tanzania recorre la base oriental de las montañas, y la carretera B129, que conecta Morogoro y Dodoma, pasa al norte de la cordillera entre las montañas Ukaguru y Nguru.